# Xiao Jun (pisarz)
Xiao Jun (uproszczone pismo chińskie: 萧军, tradycyjne pismo chińskie: 蕭軍, urodzony 3 lipca 1907 roku, zmarł 22 czerwca 1988 roku) – chiński pisarz i intelektualista pochodzenia mandżurskiego. Najbardziej znanym jego dziełem jest powieść 八月的鄉村 z 1934 roku, która zyskała zarówno popularność, jak i uznanie krytyków jako literatura antyjapońska.

## Wczesna kariera
W 1925 roku wstąpił do Północno-Wschodniej Akademii Wojskowej (東北陸軍講武堂) zorganizowanej pod kierunkiem Zhanga Xuelianga, gdzie studiował prawo i nauki wojskowe. W czasie studiów zaczął pisać powieści i w 1929 roku opublikował nowelę 懦..., która była bardzo krytyczna wobec militarystów rozdzierających Chiny. Opublikował jeszcze kilka powieści, z których wszystkie ukazały się w gazecie Shengjing Times.

## Praca z Xiao Hong
W 1932 roku wyjechał do Harbinu, gdzie rozpoczął karierę literacką. W 1933 roku poznał Xiao Hong, z którą był współautorem zbioru powieści i esejów Wędrówka i oboje po raz pierwszy opublikowali pod pseudonimami Xiao. W 1934 roku pracowali razem w Qingdao. 
W sierpniu 1934 roku ukończył swoją najbardziej znaną powieść 八月的鄉村. Opublikował ją nielegalnie i z własnej kieszeni w lipcu 1937 roku, ponieważ Kuomintang nie chciał podburzać Japończyków. Powieść wywarła duży wpływ i ugruntowała jego reputację wśród ówczesnych literatów. W tym okresie rozkwitła kreatywność Xiao w postaci licznych opowiadań, nowel, esejów. Rozpoczął również prace nad swoim drugim arcydziełem 第三代, które pisał przez prawie dwadzieścia lat. Przedstawia on dawne społeczeństwo feudalne Chin, erę rewolucji, imperializm, erę militarystów i realia społeczeństwa północno-wschodnich Chin.

## Yan’an i Harbin
Podczas II wojny światowej w czerwcu 1940 roku uciekł do Yan’anu, gdzie współpracował z wieloma innymi znanymi pisarzami. 19 grudnia 1940 roku zaczął organizować comiesięczne spotkanie dotyczące sztuki i literatury, co ostatecznie doprowadziło do założenia miesięcznika 文藝月報, który redagował wspólnie z m.in. Ding Ling.
W 1946 roku powrócił do Harbinu, gdzie został wybrany do redagowania i pisania dla dziennika 文化報, który założył pod patronatem partyjnym w 1947 roku w rocznicę powstania Ruchu 4 Maja. Jego teksty szybko wywołały gniew wielu kadr najwyższego szczebla w Yan’an, które krytykował. Jego prestiż zapewniał mu jednak pewien stopień immunitetu. W końcu jednak Komitet Centralny Komunistycznej Partii Chin postanowił wysłać go do pracy z górnikami w Fushun w prowincji Liaoning.

## Okres ChRL i śmierć
Ponownie profesjonalnie zaczął pisać w latach pięćdziesiątych w Pekinie. Jego okres ciężkiej pracy w kopalniach był inspiracją dla książki 五月的礦山. Opublikował także listy między sobą a Lu Xunem i Xiao Hong.
Kres jego pisarstwa nastąpił w 1957 roku, gdy został uznany za prawicowca. Podczas rewolucji kulturalnej został uwięziony. Został zrehabilitowany w 1979 roku, po czym znów stał się aktywny w kręgach literackich, aż zmarł z powodu komplikacji zdrowotnych w 1988 roku. 